# Soustelle
Soustelle település Franciaországban, Gard megyében. Lakosainak száma 120 fő (2022. január 1.). Soustelle Cendras, Lamelouze, Saint-Paul-la-Coste, Les Salles-du-Gardon és Saint-Martin-de-Boubaux községekkel határos.

## Népesség
A település népessége az elmúlt években az alábbi módon változott:
| Lakosok száma | 112  | 109  | 97   | 141  | 146  | 131  | 123  | 122  | 121  | 120  |
|               | 1968 | 1982 | 1990 | 2006 | 2013 | 2015 | 2017 | 2019 | 2020 | 2022 |